# Minimum resolvable temperature difference

La Minimum Resolvable Temperature Difference (MRTD), se traduit en français par « Différence de Température Minimale Résolvable » (ou Perceptible, selon les auteurs) ; c’est une mesure physique utilisée pour caractériser les caméras infrarouges. C'est la plus petite différence de température que l'on peut distinguer à l'œil sur un écran de visualisation de la caméra quand celle-ci est placée en face d'une mire thermique.
Pour mesurer la MRTD d'une caméra, on place celle-ci à la sortie d'un collimateur équipé d'un corps noir différentiel et d'une roue de mires placée à son foyer sur laquelle sont montées différentes mires 4 barres de fréquences spatiales différentes. Les mires 4 barres homologuées pour la mesure de la MRTD se composent de 4 fentes de largeur L et espacées de la même distance L. La longueur des barres doit faire 7 L.
En faisant varier la température du corps noir différentiel, par rapport à la température de la mire, on détermine pour chaque mire de la roue de mires, une différence de température minimale résolvable. Les caméras thermiques sont en général caractérisées par la courbe donnant l'évolution de la MRTD en fonction de la fréquence spatiale angulaire de la mire, exprimée en cycles/mrad.